# Приключения Флика
«Приключе́ния Фли́ка» (англ. A Bug's Life, дословно — «Жизнь насекомого»:190) — американский компьютерно-анимационный комедийный фильм 1998 года, снятый Pixar Animation Studios для Walt Disney Pictures. Это второй полнометражный фильм Pixar после «Истории игрушек» (1995). Фильм был снят Джоном Лассетером, сорежиссёром Эндрю Стэнтоном и продюсерами Дарлой Кей Андерсон и Кевином Рехером по сценарию Стэнтона, Дональда МакЭнери и Боба Шоу, а история была придумана Лассетером, Стэнтоном и Джо Рэнфтом. В нём звучат голоса Дэйва Фоли, Кевина Спейси, Джулии Луи-Дрейфус и Хейден Панеттьер. В фильме неудачливый муравей по имени Флик ищет «крутых воинов», чтобы спасти свою колонию муравьёв от рэкета, организованного бандой кузнечиков. Однако «воины», которых он возвращает, — это труппа цирковых жуков. Сюжет фильма изначально был вдохновлён басней Эзопа «Муравей и кузнечик».
Производство «Приключений Флика» началось вскоре после выхода «Истории игрушек» в 1995 году. Муравьи в фильме были переделаны, чтобы стать более привлекательными, а анимационное подразделение Pixar использовало технические инновации в компьютерной анимации. Рэнди Ньюман написал музыку для фильма. Во время производства разгорелась спорная публичная вражда между Стивом Джобсом и Лассетером из Pixar и соучредителем DreamWorks Джеффри Катценбергом из-за параллельного производства его похожего фильма «Муравей Антц», который вышел месяцем ранее.
Мультфильм стал последним для актёра Родди МакДауэлла, озвучивавшего мистера Сойла, который умер незадолго до выхода мультфильма на экраны..
Премьера фильма «Приключения Флика» состоялась в театре Эль-Капитан в Лос-Анджелесе 14 ноября 1998 года, а в США фильм вышел 25 ноября. Он получил положительные отзывы за анимацию, сюжет, юмор и озвучку. Он стал коммерчески успешным, собрав 363 миллиона долларов в прокате. Это был первый фильм, который был покадрово перенесен в цифровом формате и выпущен на DVD, а также неоднократно выпускался на домашнем видео.

## Сюжет
Колония муравьёв, обитающая на небольшом острове посреди высохшего русла реки, подвергается постоянным нападениям банды саранчи, вымогающей у них съестные припасы. Каждый уборочный сезон муравьи вынуждены собирать еду не только для себя, но и для них. И однажды, когда очередная партия еды была уже собрана и ожидалось скорейшее прибытие банды, один муравей по имени Флик, изобретатель-фантазёр, при проведении испытаний самодельной механической уборочной машины нечаянно сталкивает всю собранную еду в ручей. Прибывшая банда, в лице своего главаря Хоппера, ставит муравьям условие за остаток сезона восполнить утрату. Однако после возникшего конфликта, в котором Флик пытался защитить от издевательств Хоппера младшую дочь королевы — принцессу Дору, количество еды, которую муравьям требуется собрать, возрастает вдвое. Хоппер говорит муравьям, что банда вернётся, когда, по его словам, с растущего на острове дерева упадёт последний листок (то есть осенью).
Далее Флик предстаёт перед советом колонии, ему выносят порицание за его действия. Принцесса Атта испытывает неуверенность по поводу его дальнейшей судьбы. Флик заявляет, что он может попробовать найти насекомых, которые обеспечат защиту колонии от банды. Члены совета крайне скептически воспринимают эту идею, но видят в ней шанс избавиться от неудачливого Флика и с энтузиазмом соглашаются.
Прибыв в «город» насекомых, Флик сталкивается с труппой эксцентричных цирковых артистов, чьё последнее выступление закончилось катастрофой и потерей работы. Парочка мух придралась к одному из них, и часть труппы начала изображать воинов ради самообороны. Приняв этот спектакль за чистую монету, Флик решает, что они те, кто ему нужен. В свою очередь, артисты неправильно истолковывают его рассказ и решают, что муравей хочет пригласить их на гастроли на свой остров. Вместе они прибывают в колонию, где их приветствуют как героев, которые положат конец угрозе.
Однако вскоре Флику становится известно, кем на самом деле являются эти насекомые, а циркачи понимают, зачем они были приглашены на остров. Насекомые собираются уйти, а Атта, случайно услышавшая обрывки разговора Флика и циркачей, начинает подозревать что-то неладное. Однако после удачного спасения этими насекомыми её младшей сестры Доры от голодной птицы она меняет своё мнение и начинает думать, что они, возможно, всё-таки смогут остановить саранчу.
Тем временем на бандитской базе в пустыне брат Хоппера по имени Мозг предлагает разбойникам не забирать собранную муравьями еду, поскольку у саранчи и так уже хранится более чем достаточное количество съестных припасов. Хоппер, желая поставить на место своего глуповатого братца и сохранить свой авторитет в банде, объясняет своим приспешникам, что если они перестанут запугивать муравьёв, отбирая у них еду, то муравьи восстанут и скинут с себя иго саранчи (ведь их в целых сто раз меньше, чем муравьёв). Ведомая своим главарём, банда отправляется на остров за своей добычей.
Между тем, случайно узнав от Атты, что Хоппер панически боится птиц, Флик предлагает членам колонии соорудить макет птицы с целью отпугнуть бандитов. Муравьи приостанавливают работу по сбору еды, чтобы воплотить этот проект в жизнь (естественно, не без помощи циркачей). После окончания работ по созданию макета муравьи устраивают праздник и веселятся вовсю. Они уверены, что сумеют с помощью псевдоптицы обратить разбойников в позорное бегство. Но в разгар торжества на них, как снег на голову, внезапно сваливается весьма неприятный сюрприз: в колонию прибывает руководитель цирковой труппы Эмиль Блох, повсюду разыскивающий своих пропавших артистов, в своё время уволенных им самим же, в результате чего муравьи невольно узнают всю правду о них. Возмущённая обманом Флика, Атта изгоняет его из колонии. Он уходит вместе с циркачами, а в это время последний лист как раз падает с дерева. Муравьи в панике теряют всякую веру в план с «птицей» и спешно принимаются за сбор еды, но не успевают вовремя собрать то количество, которое запросила банда. Прибыв в колонию и не обнаружив своей дани, разгневанный Хоппер вместе со своими приспешниками захватывает муравейник и требует предоставить в своё распоряжение все съестные припасы, имеющиеся на острове.
Дора подслушивает планы бандитов и узнаёт, что они собираются после сбора всей еды убить королеву, которую Хоппер взял в заложники. Она бросается в погоню за Фликом и артистами и убеждает их вернуться, чтобы привести план с птицей в исполнение и спасти королеву от гибели. Циркачи для отвода глаз дают представление перед бандитами, попутно уводя пленную королеву из-под носа Хоппера, после чего Флик по сигналу заставляет «птицу» взлететь. Макет птицы успешно выполняет свою задачу — банда испугана и начинает отступать. Все муравьи притворяются напуганными, чтобы план не сорвался. Циркачи намазываются красным соком ягод и тоже участвуют в этой импровизации, притворяясь истекающими кровью. Но всю затею неожиданно портит Эмиль Блох: увидев «умирающих» артистов и не понимая сути происходящего, он спонтанно сжигает макет с помощью бензина и горящей спички. Объятая огнём «птица» падает на землю, но Флик и девочки-муравьи успевают спастись.
Взбешённый Хоппер натравливает на «дерзкого» Флика своего самого приспешника, немого и кровожадного кузнечика Чебурашку. Тот исполняет приказ с большим удовольствием и жестоко избивает муравья. Побитый Флик призывает муравьёв колонии сбросить иго банды и навсегда изгнать её прочь. Колония, услышав этот зажигательный призыв, вместе с циркачами атакует бандитов и прогоняет их, а Хоппера берёт в плен, но тут начинается дождь и разгоняет всех мятежников. Но Хоппер не намерен сдаваться — теперь он решает уничтожить Флика как подстрекателя и зачинщика муравьиного мятежа. Он вырывается из плена, хватает муравья и улетает, несмотря на попытку циркачей помешать ему. Но тут в дело вмешивается Атта, которая на лету перехватывает Флика у Хоппера. Начинается погоня под проливным дождём, в ходе которой муравьи заманивают вожака саранчовой банды к птичьему гнезду. Флик помогает Атте спрятаться, а сам выходит навстречу Хопперу. Тот намерен раз и навсегда расправиться со своим оппонентом, но неожиданно появляется настоящая птица (та самая, которая некогда чуть не съела Дору); Хоппер, считая, что она — ещё один макет, отпускает по этому поводу шутки до тех пор, пока птица не раскрывает клюв. Моментально придя в ужас, Хоппер пытается убежать, но птица хватает его и скармливает своим птенцам. Флик и Атта успевают сбежать.
После победы над саранчой муравьи приветствуют возвращение Флика в колонию и вводят его уборочную машину в постоянную эксплуатацию. Атту провозглашают новой королевой, а её прежнюю корону отдают Доре. Труппа, проведя всю зиму в муравейнике, с наступлением весны собирается вернуться к своему привычному занятию — выступлениям в цирке, и отбывает домой. Вместе с артистами улетает и Мозг, решивший завязать с бандитизмом и разбоем и стать на путь добра и честности.
После идут титры, при этом показываются «неудачные дубли».

## Роли озвучивали
| Актёр              | Роль                       |
| ------------------ | -------------------------- |
| Дэйв Фоли          | Флик                       |
| Кевин Спейси       | Хоппер                     |
| Джулия Луи-Дрейфус | принцесса Атта             |
| Хейден Панеттьер   | принцесса Дора             |
| Филлис Диллер      | королева                   |
| Ричард Кайнд       | брат Хоппера Мозг          |
| Дэвид Хайд Пирс    | палочник Слим              |
| Джо Рэнфт          | гусеница Хаймлих           |
| Денис Лири         | божья коровка Фрэнсис      |
| Джонатан Харрис    | богомол Мэнни              |
| Мэдлин Кан         | бабочка Джипси             |
| Бонни Хант         | паучиха Рози               |
| Майкл Макшейн      | мокрицы-близнецы Хоу и Роу |
| Джон Ратценбергер  | блоха Эмиль Блох           |
| Брэд Гаррет        | жук-носорог Дим            |
| Родди Мадауэлл     | мистер Сойл                |
| Иди Макклёрг       | доктор Флора               |
| Алекс Рокко        | Торни                      |
| Дэвид Оссман       | Корнелий                   |
| Джесс Харнелл      | жук-автобус                |

Источник:

## Создание

### Предыстория

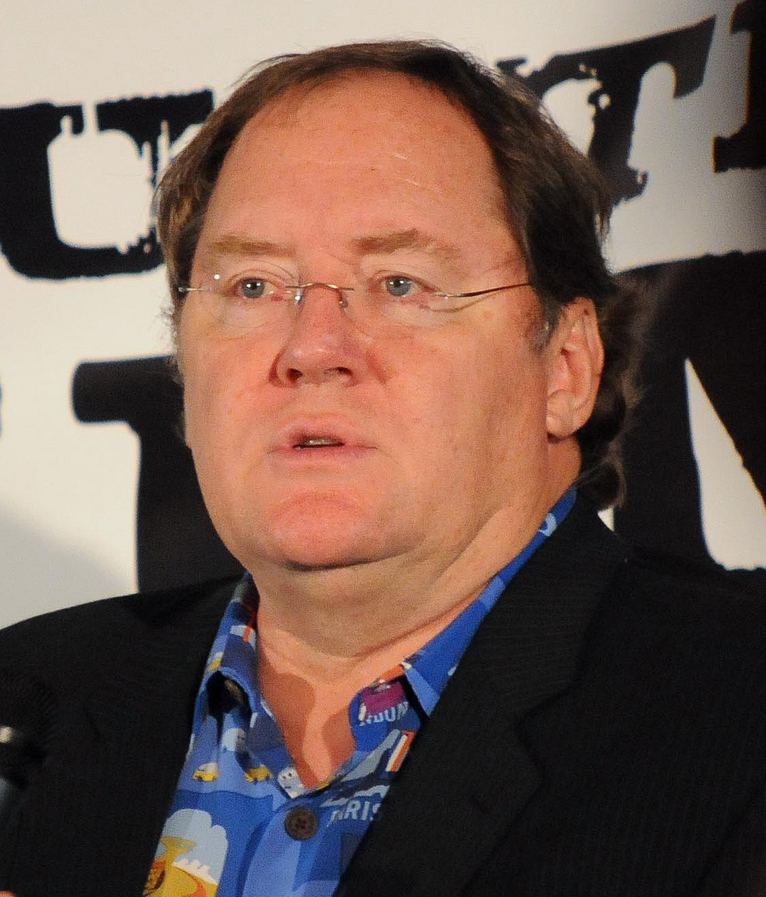
Режиссёр «Приключений Флика» Джон Лассетер на кинофестивале в Остине в октябре 2011 года.

Летом 1994 года отдел сценаристов Pixar начал обсуждать свой следующий проект. Идея «Приключений Флика» возникла во время беседы Джона Лассетера, Эндрю Стэнтона, Пита Доктера и Джо Рэнфта за обеденным столом. Лассетер со своей командой уже рассматривал насекомых в качестве возможных героев. Как и игрушек, насекомых тогда можно было легко создать при помощи CGI-анимации благодаря относительной простоте поверхностей:190. Стэнтон и Рэнфт задавались вопросом, смогут ли они найти отправную точку в басне Эзопа «Муравей и кузнечик». Однажды Уолт Дисней снял свою версию сюжета, добавив к ней более весёлый конец — в короткометражном фильме 1934 года «Кузнечик и муравьи»:190. В конце 1980-х годов студия Walt Disney Feature Animation рассматривала возможность съёмок фильма «Армейские муравьи» про муравья-пацифиста, живущего в милитаристской колонии, но проект так и не был реализован.
В начале 1995 года сценаристы начали немедленно приступать к работе над новым проектом. В июне, на тестовых показах «Истории игрушек», они предложили идею фильма генеральному директору Disney Майклу Айснеру. Майкл выразил интерес в создании мультфильма, затем ему прислали сценарий под названием «Насекомые»:190. Позже Disney объявила о начале производства проекта, следуя указаниям подписанной в 1991 году сделки между Disney и Pixar:191. Лассетер назначил Стэнтона сорежиссёром. Оба успешно работали вместе и имели схожие взгляды на творчество. Во время съёмок «Истории игрушек» Лассетер понимал, что работать над компьютерным анимационным полнометражным фильмом в качестве единственного режиссёра очень тяжело. Режиссёр желал снять с себя стресс и предположил, что роль сорежиссёра сможет подготовить Стэнтона к собственной ведущей режиссёрской позиции:192.

### Сценарий
По сюжету эзоповской басни кузнечик тратит весенние и летние месяцы на пение, пока муравьи запасаются едой на зиму. Зима проходит, голодный кузнечик обращается к муравьям с просьбой поделиться едой, но те отказывают ему. Эндрю Стэнтон и Джо Рэнфт наткнулись на мысль, что кузнечик может просто отобрать еду:190. Как только Эндрю сделал набросок сценария, он усомнился в одном из основных элементов сюжета — в том, что труппа цирковых жуков, пришедшая в колонию, чтобы обмануть муравьёв, вместо этого останется и будет сражаться. Сценарист считал цирковых жуков-лжецов непривлекательными героями, к тому же вряд ли их характеры могли целиком измениться. Несмотря на то, что проект был достаточно далёк от завершения, Стэнтон пришёл к выводу, что истории понадобится другой подход:193.
Эндрю переписал сценарий, сделав главным героем одного из муравьёв по имени Ред, который позже стал Фликом. Жуки-циркачи больше не хотели обманывать колонию, вместо этого оказываясь втянутыми в сюжет из-за забавного недоразумения того, почему Флик завербовал их. Лассетеру понравился новый сюжетный подход, и сценаристы комедии Дональд Макинери и Боб Шоу потратили пару месяцев на полировку сценария вместе со Стэнтоном:194. Джон Лассетер стал оценивать фильм как эпопею в традициях картины Дэвида Лина «Лоуренс Аравийский»:195.

### Кастинг
В актёрском составе озвучивания были самые известные звёзды ситкомов того времени: Флика озвучивал Дэйв Фоли из «Новостного радио»; за принцессу Атту отвечала Джулия Луи-Дрейфус из «Сайнфелд»; брат Хоппера говорил голосом Ричарда Кайнда из «Спин-Сити»; палочник Слим — Дэвид Хайд Пирс («Фрейзер»); жук-носорог Дим — Брэд Гаррет («Все любят Рэймонда»). Озвучивать гусеницу Хаймлиха Лассетер пригласил Джо Рэнфта, после того как жена Лассетера Нэнси услышала черновую звуковую нарезку из ролей сценариста.
Подобрать голос злодея фильма Хоппера оказалось трудно. Лассетер делал выбор на Роберте Де Ниро, который неоднократно отказывался от участия, как и ряд других актёров. В конечном итоге роль досталась Кевину Спейси:196-197.
«Приключения Флика» оказались последним фильмом с участием Родди Макдауэлла, озвучившего мистера Соила. Актёр скончался незадолго до выхода мультфильма в прокат.

### Анимация
Во время производства художники испытывали сложности, поскольку модели героев двигались на компьютерном экране очень медленно. Лассетер и Стэнтон работали с двумя аниматорами-супервайзерами, которые принимали участие в режиссуре и курировали процесс анимации, — Ричем Квэйдом и Гленном Маккуином. Первой сценой стал эпизод в цирке, который завершался кульминацией «Пылающей стеной смерти» Эмиля Блоха. Джон поместил сцену первой в производственный конвейер, так как осознавал, что она «останется без изменений»:206. Режиссёр представлял, что полезным было бы взглянуть на мир от лица насекомого. Два технических специалиста разработали миниатюрную камеру под названием «жукамера» и прикрепляли к концу палки. Устройство могло ездить по траве и другим поверхностям, обеспечивая поле зрения насекомого. Лассетер был заинтригован тем, как трава, листья и лепестки цветов формируют полупрозрачный купол, словно насекомые живут под витражным потолком. Также команда опиралась на французский документальный фильм «Микрокосмос», повествующий о любви и ненависти в мире насекомых:193.
Переход от сценария к раскадровкам представлял особую трудность из-за обилия сюжетных линий. Если «История игрушек» была посвящена отношениям Вуди и Базза, а другие игрушки в целом играли второстепенных героев, «Приключения Флика» требовали детального повествования для нескольких основных групп персонажей. Также внешний вид персонажей вызвал проблемы:194. Аниматоры должны были сделать муравьёв привлекательными. Несмотря на то, что команда художников более тщательно изучила насекомых, натуралистичность могла бы придать фильму нежелательные нужды. Аниматоры заставили муравьёв ходить прямо, заменив шесть ног на две руки и две ноги. Саранча получила пару дополнительных отростков, чтобы смотрелся менее привлекательной. Объём повествования требовал от инженеров-программистов новых задач, среди которых была обработка кадров с толпами муравьёв. Фильм содержит 400 кадров с муравьиной колонией, на некоторых из них присутствуют свыше 800 муравьёв. Визуализировать каждого муравья по отдельности было непрактично, но и оставить муравьёв неподвижными даже на секунду означало сделать их мёртвыми. Билл Ривз, один из двух технических директоров фильма, разработал программное обеспечение, которое позволяло муравьям свободно передвигаться и выражать любую эмоцию. Однако программа заставляла муравьёв двигаться по-разному, причём в разное время. Чтобы придать муравьям реалистичное поведение, программа Ривза использовала банк более чем четырёх тысяч отдельных созданных художниками движений. В конечном итоге реакция каждого муравья была своеобразной. Эффекты для создания толпы стали похожи на систему частиц, которая была задумана Ривзом очень давно. При данном инструменте художники смогли задействовать произвольно двигающиеся частицы для воссоздания эффекта кружащейся пыли и снега:195-196.
Аниматоры использовали технику «подповерхностного рассеивания», разработанную одним из учредителей Pixar Эдвином Катмуллом во время своей учёбы в Университете Юты, для визуализации более реалистичных поверхностей. Это был первый случай, когда технику рассеивания стали применять в компьютерной анимации, и небольшая команда в Pixar начала работать над устранением практических неполадок. Перед тем как использовать данную технику для «Приключений Флика», Кэтмулл попросил снять короткометражный фильм «Игра Джери», в котором демонстрировались возможности метода рассеивания:207.

### Музыка
Автором музыки и песен стал Рэнди Ньюман. Альбом с саундтреком был выпущен лейблом Walt Disney Records 27 октября 1998 года. Альбом состоит из 20 композиций, в числе которых песня «The Time of Your Life» в исполнении Ньюмана. Саундтрек удостоили премией «Грэмми» за лучший саундтрек для визуальных медиа.
Слова и музыка всех песен — Рэнди Ньюмана.
| №                   | Название                                       | Длительность |
| ------------------- | ---------------------------------------------- | ------------ |
| 1.                  | «The Time of Your Life» (в исполнении Ньюмана) | 3:14         |
| 2.                  | «The Flik Machine»                             | 2:54         |
| 3.                  | «Seed to Tree»                                 | 1:01         |
| 4.                  | «Red Alert»                                    | 1:49         |
| 5.                  | «Hopper and his Gang»                          | 3:21         |
| 6.                  | «Flik Leaves»                                  | 2:37         |
| 7.                  | «Circus Bugs»                                  | 1:27         |
| 8.                  | «The City»                                     | 2:35         |
| 9.                  | «Robin Hood»                                   | 0:59         |
| 10.                 | «Return to Colony»                             | 1:33         |
| 11.                 | «Flik's Return»                                | 1:24         |
| 12.                 | «Loser»                                        | 2:43         |
| 13.                 | «Dot's Rescue»                                 | 4:00         |
| 14.                 | «Atta»                                         | 1:08         |
| 15.                 | «Don't Come Back»                              | 1:07         |
| 16.                 | «Grasshoppers' Return»                         | 3:01         |
| 17.                 | «The Bird Flies»                               | 2:38         |
| 18.                 | «Ants Fight Back»                              | 2:14         |
| 19.                 | «Victory»                                      | 2:33         |
| 20.                 | «A Bug's Life Suite»                           | 5:12         |
| Общая длительность: | Общая длительность:                            | 47:30        |

## Полемика
Во время производства «Приключений Флика» разгорелся конфликт между Джеффри Катценбергом из DreamWorks и Стивом Джобсом с Джоном Лассетером из Pixar. Руководитель отдела фильмов Disney Катценберг поссорился с генеральным директором Майклом Айснером, затем покинул студию. Тогда он основал компанию DreamWorks SKG со Стивеном Спилбергом и Дэвидом Геффеном. После того, как Катценберг приобрёл студию Pacific Data Images (PDI), сотрудники Pixar с возмущением прочли в профессиональной документации, что дебютным проектом PDI для DreamWorks станет ещё один муравьиный мультфильм под названием «Муравей Антц»:204. И «Приключения Флика», и «Муравей Антц» повествуют о молодом муравье-чудаке, который изо всех сил старается защитить сообщество муравьёв и завоевать руку принцессы. Пока «Приключения Флика» применяли в целом визуальные шутки, «Муравей Антц» был по большей части словесным. Также сценарий «Антца» переполнялся отсылками, понять которые могут лишь взрослые, а проект Pixar был в основном нацелен на детскую аудиторию:208.

## Игра
По мотивам мультфильма была создана одноимённая игра. Она была разработана Traveller's Tales и Tiertex Design Studios и выпущена Sony Computer Entertainment, Disney Interactive, THQ и Activision для различных систем. Игра следовала сюжету мультфильма, но с некоторыми изменениями. Тем не менее, в отличие от мультфильма, игра получила негативные отзывы.